# Schauplatz Eisenbahn
Als Schauplatz Eisenbahn wird das 2020 im Rahmen der 4. Sächsischen Landesausstellung („Boom. 500 Jahre Industriekultur in Sachsen“) vereinigte Ausstellungsgelände des Sächsischen Eisenbahnmuseums und des Technikmuseums Seilablaufanlage auf dem Areal des früheren Rangierbahnhofs Chemnitz-Hilbersdorf in Sachsen bezeichnet. Mit einer Gesamtfläche von 260 000 m² und einem wertvollen Bestand an historischen Fahrzeugen ist es das größte und eines der bedeutendsten Eisenbahnmuseen in Deutschland.

## Geschichte
Am Ende der 1920er Jahre stieß der Rangierbahnhof Chemnitz-Hilbersdorf an seine Leistungsgrenze. Eine räumliche Erweiterung der Gesamtanlage war nicht möglich. Aus diesem Grund wurde, basierend auf dem Vorbild des Rangierbahnhofs Dresden Friedrichstadt, eine technische Lösung in Form der sogenannten Seilablaufanlage gefunden. Die aufzulösenden Wagenverbände wurden nun nicht mehr mit Rangierlokomotiven abgedrückt, sondern wurden an Seilwagen über ein Gefälle von 1:180 herabgelassen. Während dieses Prozesses konnte auf dem Ablaufberg bereits der nächste Zug bereitgestellt und vorbereitet werden. Die Seilwagen wurden dann, in zusammengelegtem Zustand unter dem Wagenverband hindurchgefahren und am Ende des nächsten Zuges wieder aufgestellt. Mittels dieser Seilwagentechnologie konnte eine Produktionssteigerung von ca. 35 % erreicht werden – zu Spitzenzeiten wurden in Hilbersdorf 3600 Wagen pro Tag behandelt.
Nach 1990 setzte ein zwischenzeitlicher, wirtschaftlicher Niedergang in der Region ein. Die Nachfrage nach Industrieprodukten aus Chemnitz brach ab. Dadurch sank der Transportbedarf im Güterverkehr schlagartig. Zugleich wurde der verbliebene Güterverkehr – politisch gewollt – von der Eisenbahn auf die Straße verlagert. Die Mangelwirtschaft der DDR hatte sich negativ auf den technischen Zustand der Seilablaufanlage ausgewirkt. Aufgrund der schlechten Erhaltung und der sinkenden Leistungszahlen wurde 1992 zuerst die Seilablaufanlage und 1996 der gesamte Rangierbetrieb in Hilbersdorf eingestellt. Die technischen Ausstattung wurde in den folgenden Jahren durch die Deutsche Bahn AG zurückgebaut und das Areal verwahrloste zusehends.
Schon zu Beginn der 1990er Jahre hatte sich im früheren Bahnbetriebswerk der Sächsische Eisenbahnmuseum e. V. angesiedelt. Der Verein bemüht sich nicht nur um den Erhalt zahlreicher wertvoller historischer Schienenfahrzeuge, er nahm auch die verbliebenen Gebäude und Anlagen in seine Pflege. Für die vorbildliche Sanierung des Maschinenhauses (sowie der Fördermaschinen) mit Stellwerk 2 erhielt der auf dem benachbarten Gelände des ehemaligen Rangierbahnhofs agierende Eisenbahnfreunde Richard Hartmann Chemnitz e. V. 2014 vom Deutschen Nationalkomitee für Denkmalschutz die Silberne Halbkugel. Seit 2020 erzählen mehrere Ausstellungen die Geschichte der Eisenbahn in Sachsen und Mitteldeutschland, von ihrer gesellschaftlichen Bedeutung und den technischen Aspekten.

## Ausstellung und Gebäude

### Historischer Güterschuppen
Der 1916 errichtete Güterschuppen beherbergt das Besucherzentrum des Schauplatz Eisenbahn (und dient als Zugang zur Bibliothek). Bis zur Errichtung dieses Gebäudes während des Ersten Weltkrieges konnten Versandgüter nur im Chemnitzer Hauptbahnhof aufgegeben werden. Auch die Anwohner von Hilbersdorf und Ebersdorf hatten keine Möglichkeit ihre Waren auf kurzem Weg zu versenden und zu empfangen. Der im Güterschuppen tätige Bodenmeister nahm die zum Versand bestimmten Güter und Waren entgegen, wog und begutachtete diese, legte den Versandtarif fest und kassierte diesen sofort. Nun wurden die Versandgüter entweder direkt in den Güterwagen auf der anderen Seite des Schuppens verladen oder im Güterschuppen kurzzeitig zwischengelagert. Da die Königlich Sächsischen Staatseisenbahnen verpflichtet waren, alle transportfähigen Güter anzunehmen, wurden neben Kartons und Kisten auch Säcke, Eimer, Körbe usw. aufgegeben. Heute dient der Güterschuppen als Besucherzentrum. Zugleich befindet sich hier eine Auftaktausstellung zur Geschichte der Eisenbahnen in Sachsen. Folgende Ausstellungsthemen werden hier dargestellt:
- „Von der Leipzig-Dresdner Eisenbahn-Compagnie zur Deutschen Bahn AG“ – 180 Jahre Eisenbahngeschichte in Sachsen
- „Sächsische Superlative“ – Pionierleistungen auf dem Gebiet der Eisenbahn in Sachsen
- „Die Sächsische Maschinenfabrik, vormals Richard Hartmann – ein Weltunternehmen aus Chemnitz“ – über die einzige sächsische Lokomotivfabrik
- „Auf schmaler Spur“ – über die Geschichte und Besonderheiten der sächsischen Schmalspurbahnstrecken
- außerdem eine etwa 20-minütige Videodokumentation aus den 1960er Jahren zu den Rangierabläufen auf dem Bahnhof Hilbersdorf

### Rangierbahnhof und Seilablaufanlage

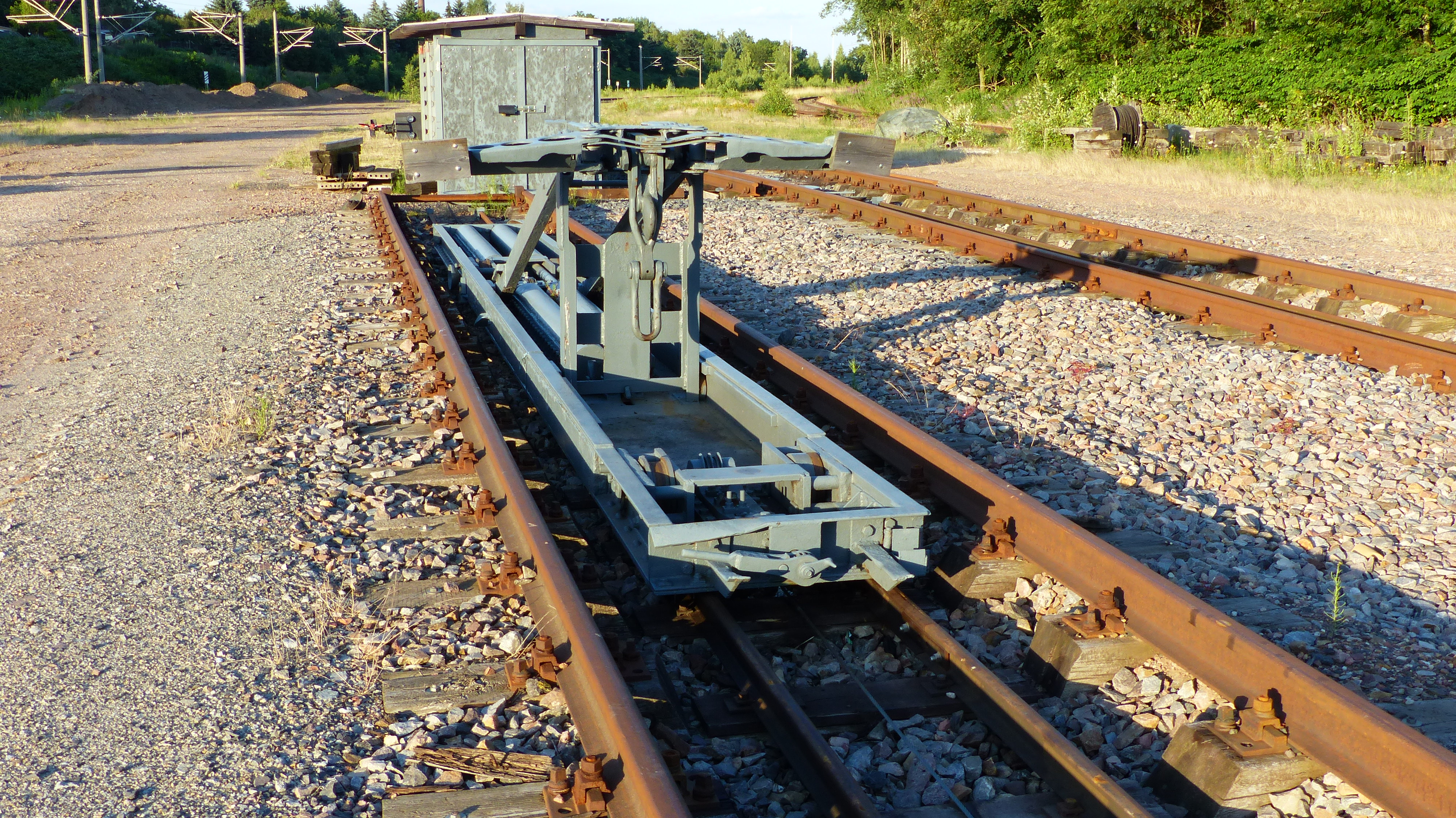
Seilwagen mit aufgerichteter Kupplung

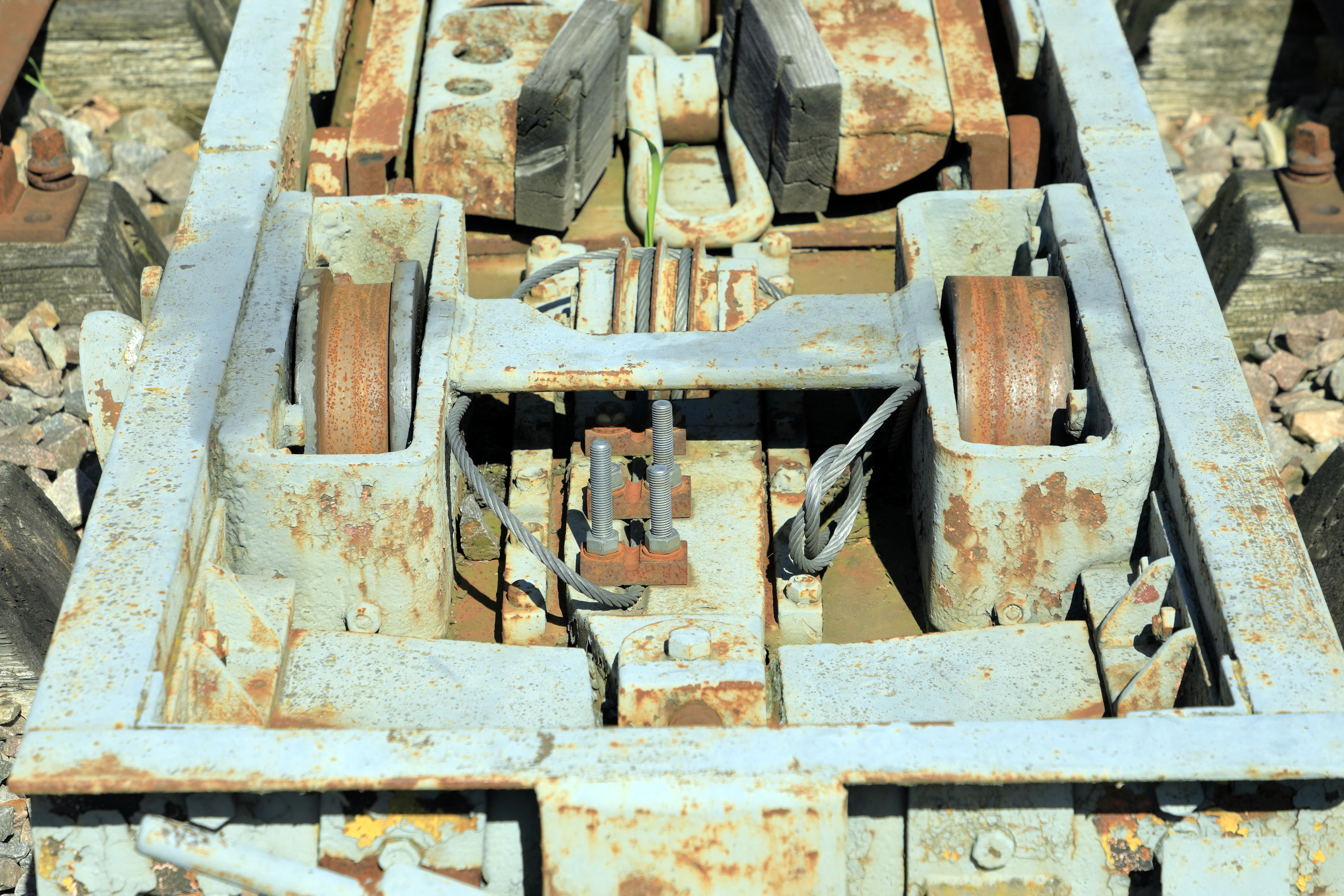
Seilwagen, Laufräder

Um die stetig steigenden Transportleistungen des Rangierbahnhofs bewältigen zu können, wurde in den 1920er Jahren die Erweiterung der Bahnhofsanlagen notwendig. Da eine räumliche Erweiterung kaum möglich war, griff der Verkehrsingenieur der Königlich Sächsischen Staatseisenbahnen Dr. Edmund Frohne auf eine technische Lösung zurück, die er kurz zuvor für den Güterbahnhof Dresden-Friedrichstadt entwickelt hatte. Dabei wurden die Wagenverbände beim Abdrücken nicht mehr durch Rangierlokomotiven bewegt, sondern durch ein Seilwagensystem. Die Seilwagen der sechs Gleise des Ablaufberges waren paarweise miteinander verbunden. Sie laufen auf je einem zusätzlichen Schmalspurgleis im Regelspurgleis. Diese zusätzlichen Schmalspurgleise sind gegenüber dem regelspurigen Gleisrost aus Profilgründen abgesenkt. Die Seilwagen laufen auf der Nordseite auf Doppelspurkranzrädern, die Räder der Südseite sind dagegen spurkranzlos. Die Seilwagenpaare wurden über die Zugseile durch die Fördermaschinen im Erdgeschoss des Stellwerkes 2 mit sogenannten Karlik-Scheiben bewegt. Zum Ausgleich der Reibung in den zur Bauzeit der Anlage bei Güterwagen praktisch ausschließlich üblichen Radsatzgleitlagern erhielten die Einfahrgleise eine Neigung von 1:180.
Vor einem jeden Ablauf wurden die eingefahrenen Züge, die Ziele der einzelnen Wagen sowie die geladenen Güter erfasst. Diese Informationen wurden an das Befehlsstellwerk 3 weitergegeben. Hier wurden für die einzelnen Abläufe die entsprechenden Fahrwege eingestellt, damit diese zu neuen Güterzugverbänden zusammengestellt werden konnten. Zeitgleich wurden die Kupplungen zwischen den Wagen „langgemacht“ – d. h. die Spindeln der Schraubenkupplungen wurden bis kurz vor den Anschlag auseinandergedreht, die Bremskupplungen getrennt und die Bremsen über die Lösezüge an den Steuerventilen ausgelöst. Bei der Vorbereitung steuerte der Seilwagenwärter die betreffende Fördermaschine von der Ostseite der Einfahrgruppe. Waren Wagenverband und Seilwagen miteinander gekuppelt, übergab der Seilwagenwärter die Steuerung der Fördermaschine an den Ablaufmeister auf dem Stellwerk 3. Langsam (vmax 2 ½ km/h) wurde der Wagenverband in Richtung Richtungsgleisgruppe geschoben. Wie in Gefällebahnhöfen seinerzeit üblich, wies der Ablaufberg keine Gegensteigung auf. Die potentielle Energie der Wagen wurde während dieses Prozesses über die kinetische Energie der Seile, Seilwagen und Seilscheiben durch Generatoren in Elektroenergie umgewandelt und in das Bahnnetz eingespeist.
Kurz vor dem Befehlsstellwerk 3 befand sich der Aushängepunkt. An dieser Stelle änderten sich das Gefälle des Ablauflaufberges von 1:180 auf 1:50, wodurch die Wagen schnell Fahrt aufnahmen. Da es keine Gegensteigung gab, mussten der jeweils letzte Wagen einer Wagengruppe mit einem Radaufhalter aufgehalten werden, um die Kuppelketten kurzzeitig zu entspannen und mit einer Kupplungsgabel vom noch bestehenden Zugverband zu trennen. Die Abläufe (Einzelwagen oder Wagengruppen) liefen dann durch die Verteilerweichen in die weiter westlich gelegenen Richtungsgleise, wo sie zu neuen Güterzügen zusammengestellt wurden. Auf ihrem Weg in das richtige Gleis wurden die Wagen mittels Hemmschuh immer wieder abgebremst, bis sie ihre Position im neuen Zugverband erreicht hatten. In den 1960er Jahren erhielt auch der Bahnhof Hilbersdorf Gleisbremsen als Talbremsen, das besonders heikle Hemmschuhlegen in den Rampen konnte damit entfallen.
Bereits während des Prozesses der Zugauflösung konnten in der Einfahrgruppe die nächsten Züge bereitgestellt und für den Ablauf vorbereitet werden.  Am Aushängepunkt angekommen, wurde der Seilwagen selbst abgekuppelt und zusammengelegt. Damit wurde er profilfrei und konnte unter im Gleis stehenden Fahrzeugen zurückrollen. Der Ablaufleiter gab die Steuerung der betreffenden Fördermaschine an den Seilwagenwärter zurück. Dieser bewegte die Fördermaschinen nach Bedarf und setzte die Seilwagen an die folgenden, zu zerlegenden Züge. An der Seilwagenwärterstation angekommen, wurde der Seilwagen wieder aufgestellt und erneut mit dem letzten Wagen des nächsten aufzulösenden Zuges gekuppelt. Der Prozess des Wagenablaufs, welcher sich in Hilbersdorf täglich bis zu 90 mal wiederholte, konnte von neuem beginnen. Damit die im Gleis tätigen Rangierer nicht von den sich unter den Zügen bewegenden Seilwagen überrascht wurden, wurden diese mit einer Glocke ausgestattet, die durch die Räder der Seilwagen angeschlagen wurde und so während dessen Fahrt ein monotones, rhythmisches Läuten verursachte. Dieses Läuten entwickelte sich zum akustischen Merkmal des Hilbersdorfer Rangierbahnhofs und wurde als „Klang von Hilbersdorf“ bezeichnet. Während der Arbeit der Langmacher konnten der betreffende Seilwagen und damit der zweite, der mit derselben Fördermaschinen verbunden waren, nicht bewegt werden. Der Ablaufleiter, der Seilwagenwärter und die Langmacher mussten sich deshalb zusätzlich mit dem Fahrdienstleiter über die Ablaufreihenfolge und die Gleisbenutzung der einfahrenden Züge abstimmen.

#### Befehlsstellwerk 3

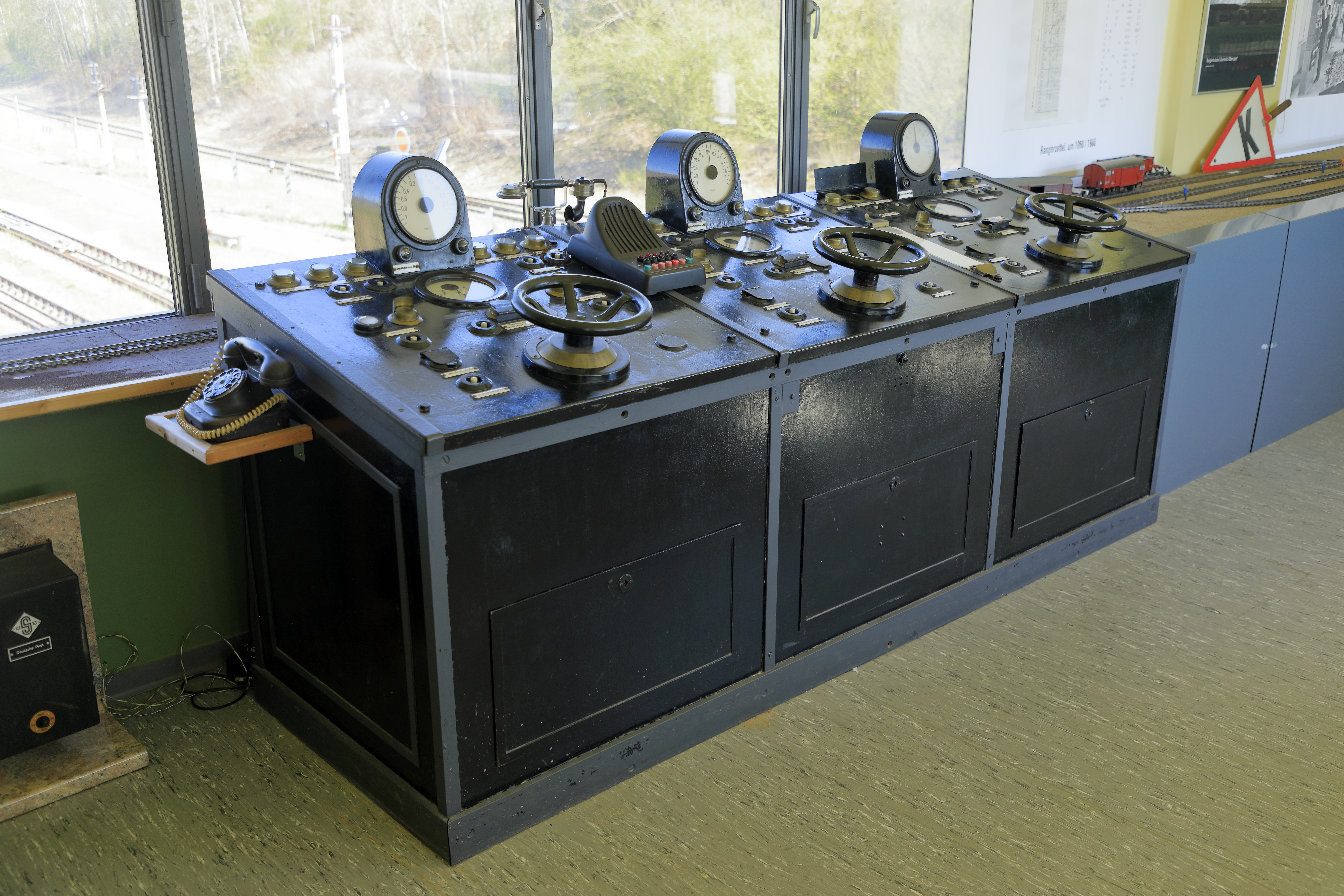
Seilablaufanlage, Fahrschalter auf der Nordseite

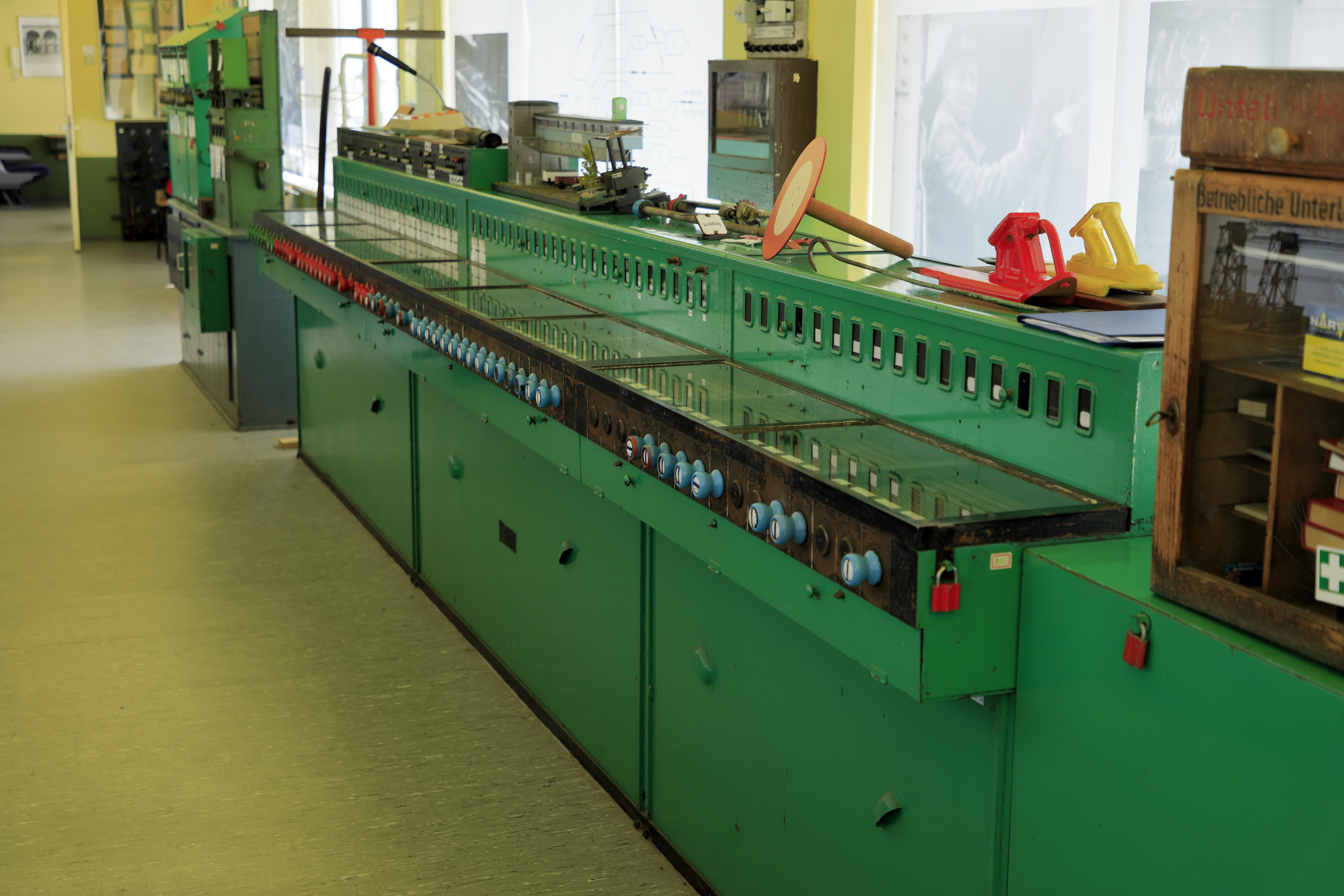
Stw 3, Hebelwerk

Dieses Befehlsstellwerk wurde um 1929 errichtet und 1930 in Betrieb genommen. Es war das Herzstück des Rangierbahnhofs und die Steuerungszentrale der Seilablaufanlage. Mit einer Breite von ca. 50 m ist dieses Gebäude ein Wahrzeichen des Schauplatz Eisenbahn. Es ein herausragendes Denkmal der Industriekultur im Freistaat Sachsen. Im Inneren des Reiterstellwerkes ist die Steuerungstechnik der Seilablaufanlage mit wegen der Sichtverhältnisse je drei Fahrschaltern auf der Nord- sowie der Südseite sowie das elektromechanische Hebelwerk der Bauform S&H 1912 mit Farbscheibenanzeige und einem Befehlswerk des sächsischen, halbautomatischen Bahnhofsblockes im Original erhalten und kann von den Besuchern besichtigt werden. Trotz der Größe des Bauwerkes waren an diesem Ort nur wenige Mitarbeiter beschäftigt. Auf der Brücke selbst durften sich nur der Ablaufmeister (zuständig für die Steuerung der Seilablaufanlage im Ablaufbetrieb), der Fahrdienstleiter (zuständig für die Regelung der Zugfolge), der Ablaufweichenweichenwärter und fallweise das Instandhaltungspersonal aufhalten. Aufgrund der immensen Anforderungen an die Konzentration und kognitive Leistungsfähigkeit wurde der Fahrdienstleiter bereits nach der halben Schichtzeit abgelöst.
Unter der Stellwerksebene befindet sich ein Gang. Dieser war ursprünglich offen und nur durch eine Lattung gesichert, was ihm die Bezeichnung „Affenkäfig“ einbrachte. Er führte vom Stellwerk über die Einfahrgruppe des Rangierbahnhofes und über die durchgehenden Hauptgleise der Strecke Dresden–Werdau in das Sozialgebäude der Deutschen Reichsbahn an der Ebersdorfer Straße. Heute ist der Durchgang unterbrochen und auf das Maß des Stellwerks begrenzt. Die offene Lattung wurde mit Trapezblechen verkleidet. In dem Gang erzählt eine Ausstellung von der wechselvollen Geschichte des Güterbahnhofs Chemnitz/Karl-Marx-Stadt Hilbersdorf.
Vor dem Stellwerk befinden sich drei markante Stahlgittertürme (Spanntürme). In diesen Türmen hängen Gewichte mit einer Masse von jeweils 10,5 t. Diese hielten die Zugseile der Seilablaufanlage trotz der Längenänderungen bei Temperaturschwankungen und dem last- und verschleißbedingten Recken unter Spannung. Diese Spanntürme befinden sich im Originalzustand von 1929.

#### Seilwagenwärterstation
An diesem Ort wurden bei aus westlicher Richtung eingefahrenen Zügen die Lokomotiven abgekuppelt, dieser wurde danach für den Ablauf vorbereitet und anschließend mit dem Seilwagen gekuppelt. Auf der Ostseite begrenzten die Gleisperrsignale Hs 1 bis 6 die Einfahrstraßen. Nachdem sämtliche Vorbereitungen zum Wagenablauf – aufschreiben, langmachen, Bremsen auslösen – abgeschlossen waren, gab der Seilwagenwärter die Steuerung der Fördermaschine per Druckluftsignal (ein graues Pult mit sechs Druckluftschaltern) an den Ablaufleiter ab. Lichtsignale konnten aufgrund des gekrümmten Geländeverlaufs und der damit fehlenden Sichtverbindung zwischen Seilwärterstation und Stellwerk 3 nicht eingesetzt werden.

#### Stellwerk 2 mit Maschinenhaus
Wie an dessen Bauweise in den Formen der Neuen Sachlichkeit erkennbar, wurde dieses Stellwerk ebenfalls um 1929 erbaut. Es fasst zwei Funktionen in einem Gebäude zusammen: das Stellwerk für den Ostkopf des Bahnhofes und die Maschinenhalle der Seilablaufanlage.
Die Stellwerksebene ist aufgrund des steilen und engen Aufstieges für Besucher unzugänglich. Das Stellwerk ist ebenfalls ein elektromechanisches Einreihenhebelwerk der Bauform S&H 1912 mit Farbscheibenanzeige. Der auf drei Seiten durchfensterte Bedienraum ermöglicht Aussicht auf die Streckengleise Richtung Niederwiesa (Osten), auf die durchgehenden Hauptgleise der Strecke DW/6257 Dresden–Werdau und auf die Einfahrgruppe (Westen).
Unter dem Bedienraum befindet sich neben einzelnen Funktionsräumen die Fördermaschinenhalle der Seilablaufanlage. Diese Maschinenhalle ist nur im Rahmen von Führungen zugänglich, verglaste Türen bieten allerdings zu jeder Zeit Einblick. Prägend sind die drei Seilscheiben der Bauart Karlik (nach Wilhelm Karlik). Mit Hilfe der Siemens AG war es möglich, eine dieser Seilscheiben wieder beweglich zu machen. Im Rahmen von Führungen wird die Maschine für die Gleise 3/4 vorgeführt. Angetrieben werden die Seilscheiben über ein innenliegendes Planetengetriebe durch Gleichstrom-Reihenschlussmotoren von Siemens & Halske. Diese Motoren fungieren zugleich als Generatoren, welche die Bewegungsenergie der Seilwagen in elektrischen Strom umwandeln. Dieser wird dann in das Landesnetz eingespeist. Das Besondere der Karlik-Scheiben sind die in die Scheibe eingesetzten zahlreichen Krallen („Karlik-Klemmen“), die unter dem Seilzug das Zugseil umfassen. Auf diese Weise wird das Durchrutschen des Seils verhindert und ein Durchscheuern einzelner Stahlseelen minimiert. Diese Seilscheiben sind dadurch sehr verschleiß- und wartungsarm.
Westlich neben dem Stellwerksgebäude befindet sich eine Garage aus Fertigbetonelementen. Dieses Gebäude wurde später errichtet und bietet den Leonardsätzen, einem Konverter und Steuerungsgerät für elektrische Anlagen, seit den frühen 2000er Jahren einen trockenen Standort. Ursprünglich befanden sich die Leonardsätze im DR-Sozialgebäude gegenüber dem Stellwerk 3 in der Nähe des Empfangsgebäudes des Bahnhofs Hilbersdorf. Die Ward-Leonard-Umformer ermöglichen eine feinfühlige, stufenlose und verlustarme Steuerung der Fördermaschinen.
Eine Besonderheit der beiden Stellwerke 2 und 3 sind die höheren Betriebsspannungen. Während bei elektromechanischen Stellwerken in Deutschland eine Überwachungsspannung von 34 und eine Stellspannung von 136 V im Verhältnis 1:4 üblich sind, betragen die Werte hier 36 und 144 V. Die dazugehörenden Bleibatterien weisen entsprechend eine bzw. vier Zellen mehr auf.

### Bahnbetriebswerk Hilbersdorf
Mit der Errichtung des Rangierbahnhofs in Hilbersdorf wurde auch ein Bahnbetriebswerk erbaut. Von den ursprüngliche geplanten drei Rundhäusern wurden nur die Häuser 1 und 2 erbaut. Weitere Bauten und Anlagen, die dem Bw zuzuordnen sind, sind der Ausschlackkanal, der Sandschuppen, der Kohlebansen mit dem Kohlenkran, der Kohlenhochbunker sowie verschiedene Wasserkräne. Auch die ca. 5 km oberhalb des Bahnbetriebswerkes gelegene Talsperre Euba, die 1913 zur Wasserversorgung der Chemnitzer Eisenbahnanlagen erbaut wurde, gehört zu den technischen Einrichtungen der Königlich Sächsischen Staatseisenbahnen am Standort Chemnitz-Hilbersdorf. Im Bw-Bereich bestehen außerdem zwei Stellwerke, das Stellwerk B auf Höhe des Schuppens 2 ist elektromechanisch, das Stellwerk A am Ostende dagegen mechanisch. Dieses ist vollständig erhalten und betriebsfähig.

### Signalgarten
Ein 250 m langer Signalgarten ist ebenso Teil des Schauplatzes. 50, teilweise historische, teilweise aktuelle Form- und Lichtsignale, sowie Signaltafeln staatlicher deutscher Eisenbahnen werden dort präsentiert.

### Feldbahn
Zum Schauplatz gehört ein 1000 m langer Rundkurs einer Feldbahn mit 600 mm Spurweite (mit Fahrbetrieb). Daneben werden auch historische Feldbahnexponate präsentiert.

## Hintergrund
In Vorbereitung auf die 4. Sächsische Landesausstellung sind der Sächsisches Eisenbahnmuseum e. V. und der Eisenbahnfreunde Richard Hartmann Chemnitz e. V. (Technikmuseum Seilablaufanlage) im Jahr 2018 eine Kooperation eingegangen. Nach erfolgreicher Teilnahme an der Landesausstellung 2020 haben beide Vereine ihre Zusammenarbeit fortgesetzt und in eine gGmbH überführt. Diese wurde im Sommer 2021 gegründet und übernimmt die musealen Aufgaben beider Vereine.
Der Schauplatz Eisenbahn ist saisonal von April bis Oktober, zwischen Donnerstag und Sonntag von 10:00 bis 17:00 Uhr geöffnet.